# Algrizea macrochlamys
Algrizea macrochlamys, biljna vrsta iz porodice mirtovki. Otkrivena je u brazilskoj državi Bahia (endem). Endem. To je grm, nanofanerofit, i raste prvenstveno u sezonski suhom tropskom biomu.
Prvi puta opisana je 1828. kao Myrcia macrochlamys.

## Sinonimi
- Myrcia macrochlamys DC.
- Myrtus macrochlamys (DC.) Mart. ex O.Berg
- Psidium macrochlamys (DC.) Mattos